# Hygrocrates
Hygrocrates is een geslacht van spinnen behorend tot de familie celspinnen (Dysderidae).

## Soorten
- Hygrocrates caucasicus Dunin, 1992
- Hygrocrates georgicus (Mcheidze, 1972)
- Hygrocrates lycaoniae (Brignoli, 1978)